# Personaggi di W.I.T.C.H.
Questa è una lista dei personaggi che appaiono nel franchise di W.I.T.C.H..

## Personaggi principali

### W.I.T.C.H.

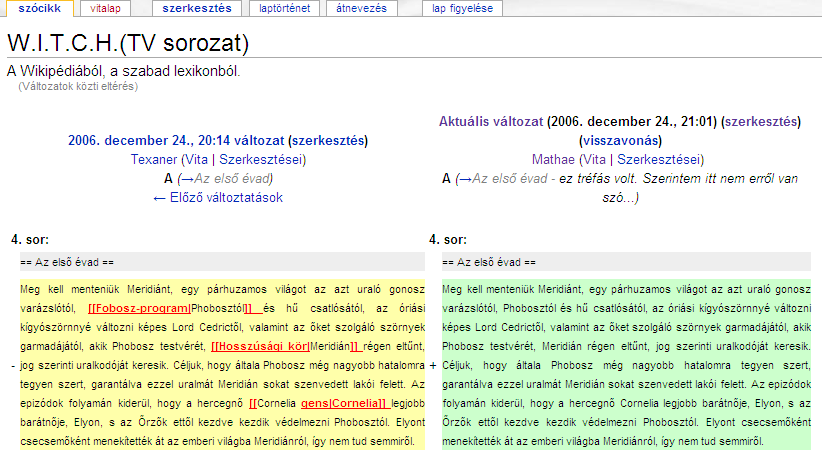
Le protagoniste nella serie animata.

Le W.I.T.C.H. sono le cinque Guardiane di Kandrakar. Ognuna di loro ha dei poteri magici legati a un elemento della natura (Acqua, Fuoco, Terra e Aria, più la Pura Energia), trasmessi al Cuore di Kandrakar attraverso le Stille d'Aura. Se tra le W.I.T.C.H. non c'è armonia, i loro poteri sono notevolmente ridotti. Una volta trasformate, assumono un aspetto più adulto e sulla schiena spunta un paio di ali. Nella settima serie del fumetto, New Power, le Guardiane ottengono nuovi poteri e possono volare, mentre precedentemente poteva farlo solo Hay Lin in quanto Guardiana dell'Aria. Le loro gonne sono inoltre fatte di stoffa viva e indipendente, la lamia.
Le W.I.T.C.H. hanno in comune alcuni poteri:
- Dislocazione;
- Invisibilità;
- Telepatia (solo tra di loro, Taranee anche con altri);
- Creazione di propri doppioni chiamati Gocce Astrali;
- Sixtar: lo stadio finale ottenuto nel fumetto, in cui le W.I.T.C.H. si uniscono in un'unica gigantesca Guardiana acquisendo ciascuna il controllo di uno dei cinque sensi (Will la vista, Irma il gusto, Taranee l'olfatto, Cornelia il tatto e Hay Lin l'udito);[3]
- Zenit: lo stadio finale ottenuto nella serie animata, in cui ogni W.I.T.C.H. assume l'aspetto del proprio elemento, diventando quindi una creatura fatta di fulmini, acqua, fuoco, terra o aria.

#### Will Vandom
Will (nome completo: Wilhelmina) è la Guardiana della Pura Energia (Quintessenza nel cartone animato), leader delle Guardiane e depositaria del Cuore di Kandrakar. I suoi poteri non sono legati alla natura, ma si manifestano tramite scariche elettriche o energetiche. Può individuare fenomeni magici, entrare in contatto empatico con gli animali e parlare con gli apparecchi elettronici. Successivamente riceve da Yan Lin delle bolas magiche con cui può catturare il nemico e amplificare l'energia. A fine serie, viene promossa a Sovrana Magica e riceve il controllo sul senso della vista.
Ha 14 anni, è nata il 19 gennaio ed è di carattere chiuso, molto sensibile e facile da ferire, ma nelle situazioni disperate sa essere decisa e coraggiosa. Ama gli sport acquatici, è una nuotatrice e colleziona peluche a forma di rana. È cresciuta nella città di Fadden Hills con i genitori Susan e Thomas che, quando lei aveva 13 anni, si sono separati dopo un lungo periodo di difficoltà, cominciato con le ripetute assenze di suo padre e i conti in banca di Susan ripetutamente prosciugati. È a questa età che Will ha cominciato a rendersi conto di avere dei poteri, in particolare la capacità di leggere nella mente delle persone: scoperto così che le sue amiche la compativano per la separazione dei genitori e faticavano a sopportarla, ha accettato il trasferimento con la madre a Heatherfield. Nella nuova città Will conosce Matt Olsen, a cui si interessa, e inizia a lavorare al negozio di animali del nonno di quest'ultimo. Con l'aiuto di Matt adotta presto un ghiro selvatico, chiamato semplicemente Ghiro, che viene successivamente investito da un'automobile. Dopo una lunga serie di malintesi e gelosie, Matt e Will chiariscono i fraintendimenti e si baciano per la prima volta durante un appuntamento al lunapark di Heatherfield; qui vengono però anche attaccati da Cedric, e per salvare Matt Will è costretta a utilizzare davanti a lui il Cuore di Kandrakar, raccontandogli così il segreto delle Guardiane.
Nel reboot, Will ha origini scozzesi ed è stata abbandonata da suo padre appena nata, dopodiché ha sempre vissuto con sua madre su un camper, trasferendosi di continuo, fino a giungere a Heatherfield, dove vanno ad abitare nell'ex-casa della bisnonna Jadwiga. Presto viene avvicinata da cinque Oracoli di Kandrakar, che le consegnano il Cuore e il controllo dei cinque poteri che contiene per chiudere il buco che Elyon ha aperto nella barriera attorno al Metamondo. Quando però scopre che è possibile salvare il Metamondo, ma gli Oracoli non vogliono farlo, si ribella e distrugge il Cuore di Kandrakar, liberandone i poteri, ciascuno dei quali entra nelle altre quattro W.I.T.C.H. A Will rimane l'energia del Cuore.

#### Irma Lair
Irma è la Guardiana dell'Acqua, e i suoi poteri sono legati ad essa e al ghiaccio; inoltre può cambiare colore ai tessuti, controllare la mente altrui (per esempio, pilotando le interrogazioni) e avere delle visioni osservando gli specchi d'acqua. Successivamente riceve da Yan Lin un tamburello magico con cui creare delle lance di ghiaccio. A fine serie, viene promossa a Sovrana Magica e riceve il controllo sul senso del gusto.
Ha 13 anni ed è nata il 13 marzo. Ha un carattere allegro, spontaneo e grintoso, è meteoropatica, scherzosa in un modo che a volte irrita Cornelia e snerva Orube, e ama mangiare. Vive con la matrigna Anna, il padre poliziotto Tom e il fratellastro Christopher, con cui litiga continuamente. Sua madre è morta quando lei aveva tre anni. È una grande fan della cantante rock Karmilla. Ha una tartaruga di nome Lattuga, alla quale confida tutti i suoi segreti. Nel corso della serie sviluppa una cotta per Joel, uno degli amici di Matt, con cui scambia un bacio, ma non comincia mai a frequentarlo formalmente. In seguito re-incontra Stephen, un ragazzo conosciuto durante una gita, e se ne innamora, iniziando a uscire insieme a lui e rivelandogli anche il proprio segreto.
Nel reboot, ha 14 anni ed è una ragazza molto attiva, iscritta a tutti i circoli scolastici e mascotte della squadra di calcio. Sua madre Hermelina, una biologa marina, morì in un incidente in mare, motivo per cui Irma odia l'acqua e non sa nuotare. Ha un ottimo rapporto con la matrigna Anna. La sua musica preferita è il K-pop.

#### Taranee Cook
Taranee è la Guardiana del Fuoco, e suoi poteri sono legati ad esso e al calore: è immune alle scottature, può creare fiammelle luminose e leggere i pensieri degli altri, comunicando telepaticamente con le sue compagne, altre persone e gli animali. Successivamente riceve da Yan Lin una palla magica che può incendiare e scagliare contro l'avversario. A fine serie, viene promossa a Sovrana Magica e riceve il controllo sul senso dell'olfatto.
Ha 13 anni ed è nata il 23 marzo. Molto studiosa e timida, di solito ha un buon controllo delle proprie emozioni. È cresciuta nella città di Sesamo, ma si trasferisce a Heatherfield con la madre giudice Theresa, il padre psicologo Lionel e il fratello maggiore Peter pochi giorni prima dell'arrivo in città di Will. Nel corso della serie, Taranee mette in dubbio il comportamento dell'Oracolo, accusandolo di non essere sufficientemente sincero con le W.I.T.C.H., nascondendo loro un aspetto dell'essere Guardiane, cioè il dono di Xin Jing, che permette di restare in buona salute e grazie al quale guarisce dalla miopia. Infuriata, Taranee si prende una pausa dal gruppo, venendo sostituita dalla guerriera Orube. Torna al suo ruolo per affrontare Raphael Sylla e aiutare nella battaglia contro Ari e Yua.
Sul piano personale, Taranee inizia presto a uscire con un compagno di scuola, Nigel Ashcroft, nonostante sua madre sia contraria per via del suo passato da teppista. Successivamente si iscrive alla scuola di danza Jensen Dance Academy, dove conosce Luke Pradd, uno studente di ballo come lei. La scuola e i nuovi amici le portano via molto tempo, fatto che ingelosisce Nigel, pertanto si lasciano. Lei e Luke escono insieme per quale tempo prima di perdere i contatti. Nel corso della serie Taranee scopre anche di essere stata adottata: quando aveva tre mesi, infatti, la casa dei suoi genitori bruciò in un incendio e i due, perso tutto, la diedero in adozione. Successivamente prende con sé due cani abbandonati, Billy e Pulce.
Nel reboot, ha 15 anni e il suo nome completo è Taranee Danai Shoniwa Cook. Vive con i suoi genitori, Theresa Kim e Lionel Banga Shoniwa Cook, e il fratello maggiore Peter Rudo. Indossa solo abiti monocromatici e un ciondolo, il Giglio di Fuoco, regalatole dalla sua ex-amica Melania quando abitava a Sesamo City, città da cui i suoi genitori la portarono via perché l'influenza di Melania aveva effetti deleteri sul suo rendimento scolastico, tanto da venire entrambe bocciate. Misteriosa e affascinante, è una ragazza solitaria che ama lo sport, gioca nella squadra di calcio della scuola e suona il violoncello in un'orchestra. Nel secondo volume abbandona tutte le attività per evitare emozioni che possano "surriscaldarla".

#### Cornelia Hale
Cornelia è la Guardiana della Terra, e i suoi poteri includono il controllo della flora e del terreno, la telecinesi, parlare con le piante e guarire. Successivamente riceve da Yan Lin un nastro magico con cui può afferrare gli oggetti e che può trasformare in una lancia. A fine serie, viene promossa a Sovrana Magica e riceve il controllo sul senso del tatto. Nel cartone animato può modificare le dimensioni degli oggetti o degli esseri viventi, mentre nel manga ha delle visioni toccando gli oggetti.
Ha 14 anni ed è nata il 10 maggio. È campionessa di pattinaggio artistico, ma ha il terrore dell'acqua; è seria, critica e pratica, cosa che la porta spesso in contrasto con Irma. Vive con i suoi genitori (il direttore di banca Harold e la restauratrice d'arte Elizabeth) e la sorella minore Lilian. È la migliore amica di Elyon fin da piccola. Mentre combattono contro Phobos, Cornelia inizia una relazione con Caleb, il capo dei ribelli del Metamondo, che viene trasformato da Phobos in fiore durante la battaglia finale. Ritenendo che le amiche non possano capire quello che prova per la sorte toccata a Caleb, Cornelia si allontana dal gruppo. Successivamente viene individuata da un Cangiante, una creatura di energia che ha rubato i poteri delle sue compagne, e che riesce a fondersi con lei: Cornelia ottiene così il potere per far rinascere Caleb, avendo in sé tutti e cinque gli elementi. Prima della battaglia finale contro Nerissa, Cornelia decide di mostrare a Caleb il suo vero aspetto: in questo modo, però, egli si rende conto che sono troppo diversi e la lascia. Dopo un periodo di malinconia dovuto alla rottura, Cornelia s'innamora del fratello Taranee, Peter, con cui comincia a uscire molto tempo dopo. In seguito all'elezione di Endarno a nuovo Oracolo, Cornelia riceve la clessidra del Soffio del Tempo, grazie alla quale le W.I.T.C.H. possono fermare lo scorrere del tempo mentre sono in missione. È poi costretta a restituire l'oggetto quando si scopre che Endarno era in realtà Phobos e ha trasferito una parte della sua essenza dentro di esso.
Nel reboot, è la seconda di tre figlie e ha una sorella maggiore, la diciottenne Keira, attrice e influencer che Cornelia copia in tutto, sviluppando un complesso d'inferiorità. I suoi genitori si sono separati quando era piccola e lei si sposta continuamente da una casa all'altra. Brava a scrivere, gioca a pallavolo e a calcio e non ama i cambiamenti. Quando ottiene i poteri della Terra scopre che quello che scrive diventa realtà. Alla fine del secondo volume rivela ai genitori la volontà di diventare scrittrice, in particolar modo di poesie.

#### Hay Lin
Hay Lin è la Guardiana dell'Aria. I suoi poteri includono il volo, la lettura dei ricordi di altre persone attraverso i suoni, la manipolazione dell'aria e la lettura delle emozioni umane, riuscendo quindi a capire se le persone mentono. Successivamente riceve dalla nonna un ventaglio magico da usare come scudo e con cui generare tornadi. A fine serie, viene promossa a Sovrana Magica e riceve il controllo sul senso dell'udito.
Ha 13 anni ed è nata il 9 giugno. Di origini cinesi, è creativa, spesso sbadata e sognatrice, ama l'arte e disegnare, la fantascienza e gli alieni. Ha una spiccata passione per i vestiti, infatti molto spesso disegna, modifica e cuce i propri. Ha l'abitudine di prendere appunti sul palmo della mano in modo da non dimenticare niente. La sua famiglia possiede un ristorante cinese, il Silver Dragon, dove aiuta spesso. È molto legata a sua nonna Yan Lin, che è stata una Guardiana in passato. Durante la lotta contro Nerissa, mentre le altre W.I.T.C.H. sono tormentate dagli incubi causati dall'ex-Guardiana, Hay Lin è l'unica immune al suo potere, e sente, anzi, un motivetto, il Trillo di Nerissa, mentre lottando contro i Ragorlang creati da Tecla Ibsen, Hay Lin stessa viene trasformata in uno dei mostri.
Nel corso della storia conosce e si innamora di Eric Lyndon, un nuovo studente che in seguito si trasferisce a Open Hill con i genitori e con cui rimane in contatto epistolare. Successivamente si innamora di Wesley Hamp, un suonatore di flauto traverso che ricambia i suoi sentimenti, dedicandole un brano scritto da lui e intitolato Musica nell'aria. I due cominciano poi a uscire insieme.
Nel reboot, ha 14 anni e si occupa delle consegne a domicilio nel negozio di alimentari dei suoi genitori. Si è trasferita a Heatherfield quando aveva sei anni e il suo sogno è tornare in Cina a trovare sua nonna Yan Lin. Ha un cane di nome Wuyi. Quando Will si trasferisce allo Sheffield Institute, Hay Lin diventa la sua tutor.

### Yan Lin
Nonna di Hay Lin, con cui ha un rapporto molto stretto, anche lei è stata Guardiana di Kandrakar, insieme a Nerissa, Cassidy, Kadma e Halinor, ed aveva il potere dell'Aria. Dopo avere aiutato le nuove prescelte ad ottenere i loro poteri donando loro il Cuore di Kandrakar e aver consegnato a sua nipote la Mappa che mostra i Portali della Muraglia, muore, venendo accolta nella congrega dei saggi che siedono a Kandrakar. Diventa una saggia aiutante delle Guardiane e, nonostante le sue scelte talvolta discutibili, sostiene l'Oracolo, opponendosi alla sua deposizione. L'uomo però viene esiliato, e Yan Lin si ritrova in lizza per diventare il nuovo capo di Kandrakar, perdendo contro Endarno. Viene poi scelta come Custode della Torre delle Nebbie e scopre che Endarno è in realtà Phobos: l'uomo la fa quindi cadere in coma. Ricoverata nel Cosmo di Obliminose, viene risvegliata dal saggio Tibor. Poco dopo viene rapita dal popolo dei Singyu, che credono sia l'unica speranza per riportare la gioia sul loro pianeta: Yan Lin riesce a renderli di nuovo felici e torna a Kandrakar. Successivamente è membro del Triumvirato di Kandrakar, istituito dopo la seconda sconfitta di Phobos. Quando Kandrakar viene conquistato dall'albero della Dark Mother, Yan Lin resiste al suo controllo e, una volta battuta la donna, viene scelta come nuovo Oracolo.
Contrariamente al fumetto, nella serie animata Yan Lin non muore. Nella seconda stagione viene rapita da Nerissa, che tenta di assoggettare la sua volontà in mondo da averla nel riformato gruppo delle prime Guardiane, ma non riuscendoci imprigiona Yan Lin nel Cuore di Meridian e ne crea un clone più controllabile. In seguito, il clone e le altre ex-Guardiane, rese schiave da Nerissa, tornano in sé e vengono imprigionate, ma si liberano con la Yan Lin originale. Alla fine, Yan Lin presenta il suo clone come la gemella perduta, Mira Lin.
Nel manga, ha mille anni e muore sia per la malattia che la affligge, sia perché prosciuga le sue energie magiche per cacciare Cedric da casa di Elyon mentre le W.I.T.C.H. sono all'interno dell'edificio. Per farlo, dimostra di saper controllare l'aria, il fuoco e di erigere barriere.
Nel reboot, vive in Cina ma si sente sempre con Hay Lin per telefono.

### Oracolo
Capo della congrega dei saggi di Kandrakar, detiene il massimo potere sui mondi sotto la sua salvaguardia e il suo compito è osservare ogni singolo pianeta e decidere dove e quando inviare le Guardiane senza intervenire direttamente. Spesso i suoi ordini e le sue decisioni appaiono oscure ed ingiuste, e le Guardiane si trovano più volte a contestarlo. Con l'arrivo di Nerissa e il rapimento di Caleb da parte di quest'ultima, l'Oracolo cancella la memoria alle W.I.T.C.H. per impedire loro di intervenire e preservarle dal pericolo, ma le ragazze riescono infine e ricordare. Successivamente, cancella la memoria di Sylla e degli altri agenti dell'Interpol, che avevano scoperto il segreto delle W.I.T.C.H., e concede una nuova esistenza alle Gocce Astrali. La sua interferenza con la vita delle Guardiane e degli altri mondi provoca malcontento a Kandrakar e viene ritenuto indegno della sua carica, privato dei poteri ed esiliato sul suo pianeta d'origine, Basiliade, senza ricordarsi chi sia e come si chiami. L'uomo, poi, rammenta chi è, il suo vero nome (Himerish), e che era un ostaggio di guerra sul punto di esser ucciso da un guerriero, ma Endarno volle risparmiarlo e fu punito dal proprio capitano con un colpo di arma (da cui la cicatrice che Endarno ha in viso). Mentre Himerish sta per essere investito come Guerriero Supremo, Orube giunge su Basiliade per raccontargli che Endarno, che ha causato la sua deposizione, è in realtà Phobos. Himerish accetta di tornare a Kandrakar, immergendosi nell'Albore Rosso per ottenere il potere di viaggiare tra i mondi. Sconfitto Phobos, viene reinsediato e decide di dividere il suo potere con il vero Endarno e Yan Lin, formando il Triumvirato di Kandrakar. Sentendo che la minaccia della Dark Mother sta per colpire Kandrakar, chiude la Fortezza a qualsiasi contatto esterno, non prima di aver dato alle W.I.T.C.H., tramite Matt, nuovi e più forti poteri. Una volta sconfitta la Dark Mother, sentendo di non essere più adeguato al ruolo poiché ha permesso al male di impossessarsi della Fortezza, lascia il posto di Oracolo a Yan Lin e parte per mete sconosciute. Ricompare alla fine della serie a Kandrakar, partecipando alla festa per celebrare le W.I.T.C.H. dopo che sono diventate Sovrane Magiche.
Nella serie animata, all'inizio della seconda stagione convoca le Guardiane a Kandrakar e distrugge la Muraglia insieme al resto della Congrega, donando alle ragazze nuovi poteri, e a Blunk il dente del Tonga per attraversare le dimensioni. Poi, insieme al resto della Congrega, viene rinchiuso in una sfera da Nerissa, e liberato solo a fine stagione.

### Elyon Portrait
Elyon ha 13 anni, è nata il 31 ottobre (nel fumetto) o il 13 marzo (nel cartone animato) ed è la migliore amica di Cornelia. Ama curare il proprio look e disegnare, attività che le permette inconsapevolmente di mettersi in contatto con Meridian e di disegnarne scorci di paesaggio o i suoi stessi abitanti. A sua insaputa, è la legittima sovrana del Metamondo e la sorella minore del principe Phobos. Quando era una neonata i suoi genitori morirono e Phobos salì al trono minacciando la sua vita: la bambina venne però salvata da due ufficiali e da una nutrice che riuscirono a fuggire sulla Terra. Qui cambiarono aspetto: la nutrice diventò la professoressa Rudolph, mentre i due ufficiali i suoi nuovi genitori, Thomas e Eleanor Portrait. A inizio serie, Elyon viene avvicinata da Cedric, che le rivela che è una principessa e le fa credere che le Guardiane siano le nemiche del Metamondo. Elyon si trasferisce quindi a Meridian e inizia a combattere le W.I.T.C.H. Cornelia pensa che sia vittima di un inganno e per questo si reca a Meridian, dove la convince a indagare su Cedric e Phobos. Presto Elyon scopre la verità e, grazie ai suoi immensi poteri di cui il fratello si vuole impadronire, lo sconfigge e viene incoronata. Quando Phobos, sotto le mentite spoglie di Endarno, insidia Kandrakar e pretende da lei la Corona di Luce, Elyon rifiuta di consegnarla e la affida a Caleb, per poi nascondersi a Heatherfield a casa di Orube finché la situazione non sarà migliorata. Impone inoltre un incantesimo sulla corona che solo il suo potere può sciogliere. Non riuscendo a sopportare di restare reclusa in casa, decide di andare a parlare con Endarno, che le chiede nuovamente la Corona, ma la ragazza rifiuta di consegnargliela: viene quindi imprigionata nella Torre delle Nebbie e si rende anche conto che l'uomo è in realtà Phobos. Elyon affida l'essenza della luce di Meridian a Yan Lin e, tramite lei, a Will, in modo che possano recuperare la Corona di Luce: una volta ottenuta, le Guardiane riescono a restituirgliela, liberandola e permettendole di tornare nel Metamondo. Nel frattempo, Elyon si innamora di Caleb, ma esita a rivelargli i suoi sentimenti perché è stato il primo amore di Cornelia: solo una volta ottenuta la benedizione dall'amica si dichiara, scoprendo di essere ricambiata. Nell'albo 131, Elyon prende in consegna i poteri delle W.I.T.C.H. mentre svolgono le prove per diventare Sovrane Magiche. Successivamente glieli restituisce e partecipa alla festa per celebrare il loro successo.
Nella versione italiana della serie animata, il suo cognome è talvolta "Brown" (come nella versione in lingua inglese del fumetto) e talvolta "Portrait". La sua storia nella prima stagione è uguale a quella del fumetto, con alcune differenze: Elyon viene attirata nella libreria di Cedric dalla Stella di Threbe, permettendo all'uomo di individuarla come erede al trono. Egli la assume come aiutante e riesce a guadagnarsi la sua fiducia, senza però raccontarle niente di Meridian e di suo fratello, cosa che fa solo in seguito, approfittando di un momento in cui la ragazza è fragile perché si è resa conto di non sapere niente della propria famiglia. Nella seconda stagione, diventata regina, Elyon deve fare i conti con i cavalieri della vendetta, un gruppo di ex-guerrieri di Phobos messi insieme da Nerissa, che attaccano Meridian, e per aiutare le Guardiane si trasferisce momentaneamente sulla Terra. In seguito viene imprigionata nel Cuore di Meridian da Nerissa, dopo che questa la convince a darle il ciondolo, ma viene liberata a fine serie.
Elyon non ha poteri legati alla natura, ma dispone dell'immensa energia di Meridian, essendone la Luce. Nella serie animata può aprire e chiudere i Portali nella Muraglia.
Nel reboot, ha 15 anni. Appassionata di moda, cura molto il proprio look; è gentile ed educata, ma anche poco paziente e volubile. È una brava videogiocatrice e predilige il genere fantasy. Fa da sempre un sogno ricorrente che un giorno la porta nella biblioteca della scuola, dove apre accidentalmente un buco nella barriera che separa il Metamondo dalle altre dimensioni: si ricorda così di non essere originaria della Terra, ma di essere nata nel Metamondo. Quando esso venne invaso dalla sabbia nera, che Elyon può controllare, e iniziò a deteriorarsi, sua madre riuscì ad aprire un varco nella barriera e a mandarla a Heatherfield, dove venne adottata dai Portrait a quattro anni. Dopo che Will si ribella agli Oracoli, decidendo di non chiudere il buco nella barriera, Elyon lascia la Terra per andare a cercare la sua vera madre nel Metamondo.

### Matt Olsen
Matt è uno studente del quarto anno allo Sheffield Institute e suona nella band dei Cobalt Blue. Ha un cugino di nome Sean, figlio di zia Caroline, la sorella di sua madre. Solare, ironico e sensibile, il suo segno zodiacale è il Leone. Conosce Will dopo che lei ha salvato un ghiro dalle grinfie di Uriah, e le dà il suo numero di telefono siccome suo nonno ha un negozio di animali. Presto iniziano a uscire insieme e Will gli rivela anche il segreto delle Guardiane, che Matt accetta senza problemi perché spiega molti misteri che la riguardano. Presto, però, comincia a pensare che Will continui a metterlo da parte, ma quando la clessidra del Soffio del Tempo smette di funzionare e lui deve inventare delle scuse per coprire la sparizione delle W.I.T.C.H., si sente utile e indispensabile al gruppo. Cedric, con un inganno, lo intrappola poi del Libro degli Elementi per convincere le W.I.T.C.H. ad aiutarlo ad aprire il volume. Per coprire la sua assenza, le Guardiane inventano un improvviso viaggio a Midgale. Intanto, dentro il Libro, Matt è diventato il nuovo scrivano al posto del suo creatore Ludmoore, ed è lui stesso a cancellare il nome dell'alchimista dalle pagine del Libro, distruggendolo per sempre e liberandosi. Successivamente diventa il nuovo chitarrista di Karmilla e parte con lei per un tour mondiale. Tornato a Heatherfield, viene incaricato da Kandrakar di privare le Guardiane dei loro vecchi poteri e di istruirle nell'uso di quelli nuovi. Il suo ruolo di allenatore distaccato fa sì che lui e Will si allontanino, tornando insieme quando Matt le dichiara che i suoi sentimenti non sono mai cambiati. Quello che ha fatto Matt a Kandrakar rimane comunque motivo di tensione tra loro, siccome lo tiene segreto. Con l'entrata di Liam nel gruppo, Matt non si fida di lui e decide di seguirlo, scoprendo che lavora per Takeda. La sua intrusione nel laboratorio viene scoperta e il ragazzo congelato, per poi essere liberato dalle W.I.T.C.H. una volta sconfitto il nemico.
Nel cartone animato, è in classe con Will e la band in cui suona si chiama Reck 55. Alla fine della prima stagione, scopre il segreto delle W.I.T.C.H. e lo accetta. Nella seconda stagione, Nerissa lo trasforma nel mostro Shagon, che si nutre di odio, ma Matt riesce a sconfiggerlo e piegarlo al proprio volere: acquisisce così la capacità di trasformarsi in lui a piacimento per aiutare le Guardiane.
Nel reboot è il vicino di casa di Will.

### Caleb
Caleb è un ex-Mormorante di Phobos che si è ribellato al suo padrone ed è diventato il capo dei ribelli di Meridian che si oppongono al principe e alla sua tirannia. Nato sotto il segno del Cancro, è un ragazzo determinato e intraprendente, che non si arrende di fronte alle difficoltà e farebbe di tutto per il suo popolo. Si innamora a prima vista di Cornelia quando la incontra a Meridian, ma prima che la loro storia possa approfondirsi Phobos lo trasforma in un fiore, sua forma originale, durante la battaglia finale. Quando Cornelia assorbe accidentalmente dentro di sé i poteri delle altre W.I.T.C.H., diventa abbastanza potente da ridargli la forma umana, e l'Oracolo lo nomina araldo di Kandrakar con l'incarico di catturare Luba. Siccome da quando è tornato umano racchiude in sé una copia dei cinque poteri delle Guardiane, Nerissa lo rapisce e gliela ruba per rinascere completamente. Privato in tal modo della scintilla vitale, viene riportato a Kandrakar per guarire nel Cosmo di Obliminose. Quando si riprende e riesce a uscirne, appena prima della battaglia finale contro Nerissa, Cornelia gli mostra la vera se stessa non trasformata. Rendendosi conto che hanno vite troppo diverse, dopo la sconfitta di Nerissa decide di lasciarla e tornare su Meridian, dove diventa il luogotenente di Elyon e si innamora di lei.

### Orube
Potente guerriera originaria del mondo di Basiliade, ha istinti felini ed i suoi sensi sono più sviluppati rispetto agli esseri umani. Addestrata sin da piccolissima al Giardino dei Due Soli da Luba, continua gli allenamenti a Kandrakar nell'attesa di mettersi al servizio della congrega. Quando Taranee rifiuta di continuare a far parte delle Guardiane a causa dell'intromissione dell'Oracolo nella sua vita, Orube accompagna le altre W.I.T.C.H. nella missione su Arkhanta. A causa delle sue difficoltà ad integrarsi nel gruppo (con cui mantiene un certo distacco, specialmente con Irma, che non fa che deriderla a causa della sua natura quasi felina), l'Oracolo la manda a vivere a Heatherfield sotto le mentite spoglie di Rebecca Rudolph, nipote fittizia dell'ex professoressa di matematica dello Sheffield Institute. Dopo diversi problemi ad integrarsi e adattarsi ai costumi della Terra, Orube riesce a guadagnarsi l'amicizia e la fiducia delle Guardiane, soprattutto di Will: all'inizio non lega con le cinque perché non condivide le loro tattiche e crede che siano responsabili della morte di Luba, ma il suo atteggiamento si modifica soprattutto quando, durante una missione su Arkhanta, viene posseduta da Yua, ma salvata dalle sue compagne. Nel tempo libero, inizialmente aiuta il signor Olsen, nonno di Matt, al suo negozio di animali, per poi cominciare a frequentare il corso di giornalismo d'inchiesta all'università. Intanto, le Gocce Astrali scappano per non continuare a vivere la vita di qualcun altro, ma Orube le ritrova e le tiene in custodia a casa propria finché l'Oracolo concede loro una nuova esistenza. L'uomo viene poi bandito su Basiliade da Endarno a causa della sua interferenza con le Gocce Astrali, e Orube va a recuperarlo per riportarlo sul soglio di Kandrakar dato che Endarno in realtà è posseduto da Phobos. Alla sconfitta di Phobos/Endarno, Orube viene assunta come redattrice di un magazine per ragazze e inizia a prendersi cura di We, una creatura di Basiliade a cui però è allergica. Orube instaura lentamente e faticosamente un rapporto con Cedric, cercando senza risultati di farlo integrare ad Heatherfield. Quando Matt viene imprigionato nel Libro degli Elementi, la ragazza si stabilisce nella libreria di Cedric per tenerlo d'occhio nell'attesa che il Libro lo contatti. Ottenute tutte le pietre che servono per aprire il Libro, le W.I.T.C.H. e Orube vengono risucchiate al suo interno. L'entità che imprigiona Matt, Johnathan Ludmoore, vuole il Cuore di Kandrakar in cambio del ragazzo, ma Orube convince Will a non cedergli il monile: Ludmoore cerca così di colpirla, ma Cedric si mette in mezzo, morendo al suo posto. Sconfitto Ludmoore, Orube decide di tornare a Kandrakar per riflettere sul suo futuro.

## Antagonisti

### Principe Phobos
Phobos è il principale antagonista della serie. È il fratello maggiore di Elyon e il tirannico principe del Metamondo. Salì al potere tredici anni prima dell'inizio del racconto, alla morte dei genitori, usurpando il trono della sorella in fasce, e cominciò ad assorbire la forza vitale del Metamondo con l'obiettivo di diventare abbastanza forte da abbattere la Muraglia e dominare sugli altri mondi. La sua magia, però, si rivelò insufficiente e pertanto decise di assorbire quella della sorella, che però venne portata in salvo sulla Terra da due ufficiali ribelli e dalla sua nutrice. Anni dopo, Phobos incarica Cedric di riportargli Elyon, che viene convinta con l'inganno che le Guardiane l'hanno separata dalla sua famiglia e che Phobos mal sopporti la corona, sapendo che è destinata a lei. Phobos incanta la Corona di Luce in modo che, una volta sul capo di Elyon, ne assorba tutta l'energia, ma a causa delle Guardiane, che hanno dimostrato ad Elyon che si sta sbagliando sul conto del fratello, il suo piano fallisce. Sconfitto, viene imprigionato a Kandrakar nella Torre delle Nebbie. Durante la prigionia, Phobos riesce a ritrovare parte dei suoi poteri e si impossessa del corpo del saggio Endarno, tentando di riconquistare il potere perduto e di vendicarsi delle Guardiane e di Elyon. Dopo essere riuscito a mettere la Congrega contro l'Oracolo e a farsi eleggere al suo posto, decreta di cercare delle nuove Guardiane e promuove un ruolo più attivo di Kandrakar nel governo dei mondi sotto il suo occhio vigile. Manda anche una farfalla magica a cancellare l'esistenza delle W.I.T.C.H., ma quando la creatura viene scoperta quasi immediatamente, libera Cedric e lo invia sulla Terra sotto le mentite spoglie di un araldo bianco di Kandrakar per occuparsi di loro. Il piano di Phobos viene infine sventato ed egli, in trappola, decide di lanciarsi nell'abisso che circonda Kandrakar, preferendo precipitare per l'eternità piuttosto che consegnarsi prigioniero. Grazie a un incantesimo di ritorno, un'ombra del principe resta nella clessidra del Soffio del Tempo che aveva dato a Cornelia, ma le W.I.T.C.H. riescono a distruggerlo nuovamente.
Nella serie animata la storia è simile a quella del fumetto; Phobos, però, non conosce il nome della sorella, che ritrova grazie alla Stella di Threbe, e genera la corona grazie ad un rituale mistico. Dopo la sconfitta, viene imprigionato nel carcere di Meridian. Nella seconda stagione, si libera e ruba il Sigillo di Nerissa. Conquista Meridian e devasta Kandrakar, poi viene tradito da Cedric che lo inghiotte assorbendone l'energia. Sconfitto Cedric, Phobos viene di nuovo incarcerato.

### Lord Cedric
Cedric è un mutaforma: il suo vero aspetto è quello di un serpente umanoide che può dotarsi di gambe e ali. La sua più grande aspirazione è l'ammissione alla corte dei Mormoranti di Phobos. All'inizio della serie giunge a Heartherfield con Vathek, assume sembianze umane e l'identità fittizia di libraio della libreria Ye Olde Bookshop, e svela a Elyon la sua vera identità di principessa, senza però chiarire il ruolo di suo fratello e delle Guardiane, portandola a detestare le sue amiche. Resta sempre al fianco di Phobos nel corso delle sue macchinazioni, finché non è sconfitto dalle Guardiane che gli pongono in testa la Corona di Luce, che ne assorbe tutte le energie lasciandolo stremato. Viene incarcerato nella Torre delle Nebbie di Kandrakar, insieme a Phobos, dopo il ritorno di Elyon al potere. Successivamente, quando Phobos, sotto le mentite spoglie del saggio Endarno, riesce a farsi eleggere Oracolo, egli libera segretamente Cedric affinché vada sulla Terra ad attaccare le W.I.T.C.H. e a prendere il Cuore di Kandrakar. L'uomo rimane a Heatherfield, facendo la spola con Kandrakar per riferire al suo signore le informazioni sulle Guardiane, ma Phobos lo tradisce per i suoi insuccessi e lo fa incarcerare nuovamente. Cedric riesce ancora una volta a fuggire e, con le sembianze di Elyon, a ottenere la Corona di Luce, che offre a Phobos in cambio della sovranità su Meridian. Il principe accetta e Cedric assume l'aspetto di Yan Lin per presiedere alla cerimonia di investitura di Phobos/Endarno a nuovo Oracolo, ma la sua identità viene svelata. La congrega decide di togliergli i poteri e di inviarlo in forma umana sulla Terra in un tentativo di riabilitazione, ma Cedric inizia a svolgere delle ricerche per riottenere i poteri e vendicarsi. Venuto in possesso del Libro degli Elementi di Johnathan Ludmoore, stringe un patto con lui per riavere le sue capacità, e in cambio aprirà il libro liberando Ludmoore. Per convincere le W.I.T.C.H. ad aiutarlo, con l'inganno intrappola Matt all'interno del libro. Quando le W.I.T.C.H. e Orube riescono a entrare nel Libro, Ludmoore gli concede di nuovo i poteri e lo incarica di convincere Will a cedergli il Cuore di Kandrakar: Orube, però, impedisce a Will di rinunciarvi e Ludmoore, adirato, tenta di colpirla. Cedric, che si è innamorato di Orube, la protegge e muore al suo posto.
Nella serie animata, il suo nome da libraio è Ric Hoffman. Cedric si batte a lungo contro le Guardiane senza mai sconfiggerle, quindi durante il combattimento finale Phobos lo punisce trasformandolo in una lucertola. Cedric viene imprigionato nel carcere di Meridian e poi rilasciato dal principe quando questi, liberato dalle W.I.T.C.H., le tradisce. Cedric, però, inghiotte Phobos per ottenere tutti i suoi poteri e attacca la Terra, ma viene battuto dalle Guardiane e imprigionato nel carcere di Meridian.

### Nerissa
L'ex-Custode del Cuore di Kandrakar, appartenente alla generazione di Guardiane che ha preceduto le protagoniste. Quando il potere del Cuore la corruppe, l'Oracolo affidò l'oggetto alla sua compagna Cassidy: Nerissa, assetata di potere e di vendetta, attirò Cassidy in una trappola e l'uccise, smembrando le Guardiane. Come punizione, fu condannata alla reclusione nel Monte Thanos, privata dei suoi poteri, anche se le sue compagne e l'Oracolo sapevano che un giorno sarebbe tornata. Secondo la profezia, può essere liberata solo quando i cinque poteri si riuniranno in un'unica Guardiana: ciò avviene a causa di Luba, che manipola le Stille per convincere l'Oracolo che le W.I.T.C.H. sono indegne, causando il confluire di tutti i poteri in Cornelia. Nerissa decide di recuperare il Cuore di Kandrakar e distruggere le nuove Guardiane creando i Cavalieri della vendetta. Entrando nel corpo di Matt riesce ad avvicinarsi a Will e a rubarle il Cuore di Kandrakar, che spezza liberandone l'energia negativa, la quale ricopre la Fortezza nella forma di un denso liquido nero. Per indebolire Kandrakar riesce anche a trasferire le menti delle Guardiane nelle loro gocce astrali, ma la magia ha breve durata. Intanto il Cuore di Kandrakar viene ricomposto fondendosi con la Luce di Cassidy e, quando Nerissa e Will se lo contendono, è Will a ottenere la fiducia dell'oggetto. Indebolita, Nerissa prova a distruggere i Cavalieri della vendetta per recuperare l'energia, ma viene sconfitta dalle W.I.T.C.H., che la riducono in polvere. Prima di diventare malvagia, era la migliore amica di Yan Lin, oltre che un'abile suonatrice di flauto traverso: compose anche una melodia, il "Trillo di Nerissa", in grado di calmarla, che è poi diventato il simbolo del suo desiderio di vendetta.
Nella serie animata è la madre di Caleb e, una volta libera, raduna un gruppo di ex-servi del Principe Phobos chiamati "Cavalieri della vendetta" perché vogliono vendicarsi delle Guardiane che hanno rovinato le loro vite. Dopo che Elyon le ha consegnato con l'inganno il Cuore di Meridian, la intrappola al suo interno assorbendo tutti i suoi poteri. Si impadronisce di molti cuori di diversi pianeti e raduna il gruppo delle ex-Guardiane. Successivamente, viene intrappolata da Phobos nel suo sigillo assieme alle ex-Guardiane e a Elyon, e mai più liberata. Per non farla sentire sola, Elyon le fa un incantesimo facendole credere che il suo sogno si sia realizzato e che la sua famiglia sia fiera di lei, compreso Caleb, nella speranza che possa un giorno redimersi.

### Cavalieri della vendetta
Seguaci di Nerissa, da lei creati manipolando la natura e un essere umano. Khor, nato usando un cane, Miska, che si era imprudentemente avvicinato al Monte Thanos, rappresenta la rabbia e viene mandato a uccidere Hay Lin. Cenere, nata dalla lava, rappresenta il dolore, mentre Tridarco, nato dal ghiaccio, la paura. Shagon, infine, rappresenta l'odio ed è nato manipolando il corpo e la mente del geologo padrone di Miska, avventuratosi sul Monte Thanos per cercare il cane perduto: per questo motivo, ha un rapporto piuttosto stretto con Khor. Shagon può assorbire i poteri di chi lo attacca e ritorcerli contro di lui. Il suo "soffio dell'odio" gli permette di possedere le altre persone.
Nel cartone animato sono noti come "Cavalieri della distruzione", Khor è stato creato mutando le sembianze di Mister Higgles, il ghiro di Matt, mentre Shagon è Matt stesso. "Cavalieri della vendetta" è invece il nome del gruppo formato da Raythor, il Segugio, Miranda, Frost, Sandpit e Gargoyle, dei fedeli servi del principe Phobos che dopo la sua sconfitta sono stati imprigionati. Liberati da Nerissa, il loro obiettivo è quello di ripristinare il trono di Phobos e distruggere chiunque abbia giurato fedeltà al principe per poi tradirlo. Dopo la loro irruzione al palazzo di Phobos, Elyon li rinchiude di nuovo nelle loro celle. Tornano al termine della seconda stagione, quando Phobos viene liberato, ma hanno sorti diverse: Raythor, Sandpit e Gargoyle, siccome alla fine hanno combattuto al fianco delle Guardiane, sono scelti come guardie; il Segugio viene ucciso; Miranda e Frost imprigionati.

### Raphael Sylla
Raphael Sylla, detto Ralph, è un agente dell'Interpol. Arriva allo Sheffield come supplente di informatica, ma in realtà il suo compito è indagare sulle W.I.T.C.H. e controllare se abbiano o meno poteri paranormali. Grazie ai suoi superiori, riesce a ottenere il posto di accompagnatore per il viaggio-studio al Redstone College, cui partecipano Cornelia, Taranee e Hay Lin, e a scoprire il loro segreto rapendo la Goccia Astrale di Hay Lin, costringendo Taranee a utilizzare il fuoco per liberarla. Dopo aver fatto rapporto ai suoi capi, questi lo scavalcano e rapiscono la Goccia Astrale di Will pensando che sia l'originale: Sylla, contrario a questi metodi, si ribella. Poiché ormai sono troppe le persone a conoscenza del segreto delle W.I.T.C.H., l'Oracolo cancella a tutti la memoria e Sylla lascia l'insegnamento.
Sylla fa una breve apparizione anche nell'ultimo episodio della serie animata: prima assiste al combattimento delle Guardiane contro Cedric in forma di cartone animato su un maxi-schermo di Heatherfield, e poi viene presentato alle W.I.T.C.H. come nuovo insegnante di informatica. Nella versione italiana, è doppiato da Luca Bottale.

### Ari
Ari è il sovrano di Arkhanta. Una volta era un semplice contadino, la cui amata moglie Jamayeda morì dando alla luce il loro unigenito, Maqi, un bambino autistico. Ari cercò in ogni modo di trovare un rimedio, chiedendo aiuto anche ai saggi di Kandrakar: nessuno, però, poté aiutarlo. Catturò quindi la banshee Yua, in grado di esaudire tre desideri in cambio della libertà, ma guarire Maqi non rientrava tra i suoi poteri. Con un inganno Ari la costrinse a restare per sempre al suo servizio e ad esaudire ogni suo desiderio, facendo così prosperare Arkhanta e diventandone il re. Sviluppò anche un profondo odio per l'Oracolo che non salvò il suo bambino, e cerca quindi di abbattere le W.I.T.C.H. con il potere di Yua. Quando le Guardiane riescono a guarire Maqi, Ari si rende conto del suo errore e si riappacifica con Kandrakar.

### Yua
La più potente e cattiva tra le banshee di Arkhanta, catturata da Ari e schiavizzata con un tranello. Viene liberata dalle Guardiane e da Orube, convinte che in tal modo Ari non rappresenterà più una minaccia per Kandrakar, ma Yua decide di vendicarsi annullando tutte le sue magie e rapendo Maqi. Il bambino viene recuperato dalle Guardiane e la banshee, profondamente pentita, decide di accantonare la vendetta e tornare a vivere pacificamente nelle paludi.

### Endarno
Custode della Torre delle Nebbie di Kandrakar, è originario di Basiliade e appartiene all'etnia degli shanta: sul suo pianeta era un potente guerriero che salvò la vita al ragazzo che sarebbe poi diventato l'Oracolo. Diventato uno dei saggi di Kandrakar, si oppone alla continua interferenza dell'Oracolo nell'equilibrio dell'universo e lo fa deporre, venendo eletto nuovo capo della Congrega al suo posto: poiché i consensi non sono stati unanimi, però, non riceve i pieni poteri. Il corpo di Endarno, in realtà, è posseduto da Phobos: la vera essenza del saggio si trova nel corpo del principe di Meridian, nella Torre delle Nebbie. Lo scambio viene infine annullato da Will e il vero Endarno entra nel triumvirato di Kandrakar.

### Johnathan Ludmoore
Nobile vissuto a Heatherfield in un lontano passato, proveniva dal Metamondo ed era un vassallo di Phobos. Il principe lo mandò sulla Terra per studiare come aprire dei varchi nella Muraglia che separava il Metamondo e la Terra: Ludmoore ci riuscì, creando i Dodici Portali. Rimase poi in città e cercò di imbrigliare i cinque elementi, annotando tutte le sue scoperte su un libro, diventato senziente. Scomparve misteriosamente dopo essere riuscito a catturare la parte malvagia dei cinque elementi, ma in realtà fu assorbito dal Libro degli Elementi. Il suo nome viene cancellato dal Libro da Matt: in tal modo anche l'uomo scompare per sempre.

### Tecla Ibsen
Amica della madre di Eric, è una donna ossessionata dall'eterna giovinezza. Ha il controllo dei Ragorlang, creature d'ombra che emanano dal suo corpo e risucchiano i suoni, i rumori e i pensieri della loro vittima fino a consumarne l'energia vitale, che trasferiscono poi alla loro proprietaria in modo che mantenga un aspetto giovane. L'energia vitale delle persone magiche è particolarmente potente, quindi Tecla fa attaccare Hay Lin: la giovane viene però salvata dalle amiche, che prosciugano Tecla delle sue ultime forze. Meditando vendetta, la donna, ridotta a una specie di mummia vivente, si trasferisce a Heatherfield. Grazie al raggio verde provocato dalla cerimonia di purificazione di Kandrakar, torna in forze e attacca nuovamente le W.I.T.C.H. con dei mostri ancora più potenti, ma il Cuore di Kandrakar riesce ad assorbirli e a sconfiggerla. Pentendosi poi del suo modo di agire, viene accolta a Kandrakar con il marito.

### Dark Mother
Donna che vive sotto la foresta di Heatherfield, imprigionata in una gabbia di radici che si estendono su quasi tutta la superficie terrestre. In passato era Meter, la regina della primavera, padrona del potere della Terra, che per orgoglio e amor di potere divenne un mostro e attaccò Kandrakar. Le altre regine elementali, allora, la fermarono, esiliandola nello spazio vuoto. Ella riuscì però a stabilirsi segretamente sul pianeta Terra, dove trama vendetta nei confronti di Kandrakar. Riesce a inviare uno dei propri semi a Kandrakar, e un albero malvagio cresce nella Fortezza, ipnotizzando i saggi e impedendo loro di vedere il pericolo. Dark Mother ha al proprio servizio molte creature sotterranee, in particolare larve e ragni, oltre che un popolo di umanoidi che la servono fedelmente. Grazie ai propri poteri, riesce a ipnotizzare Will e a farsi liberare, riuscendo a raggiungere Kandrakar sotto forma di profumo. Qui, però, viene sconfitta dalle W.I.T.C.H. che la imprigionano nella roccia.

### Takeda Foreman
Presidente della Takeshita, Inc., azienda leader nel settore della refrigerazione ma attiva anche in campo aerospaziale, prende di mira le W.I.T.C.H. per distruggere la magia, che incolpa per l'allontanamento della figlia maggiore Mariko e per quello che le è successo. L'uomo rimane congelato da uno dei suoi cyborg mentre cerca di difendere sua figlia Shinobu da essi. Quando la Regina Bianca viene sconfitta e le W.I.T.C.H. lo liberano, permettendogli di ricongiungersi con la sua famiglia, viene perdonato dalle Guardiane perché ha agito per amore.

### Arkaam, la Regina Bianca
Una delle regine del Mondo Veloce, contrapposta alla Regina Nera, Mariko. Nonostante l'apparenza gentile, Arkaam vuole assoggettare il Mondo Veloce alla sua tirannia. Per farlo, convince le W.I.T.C.H. che la Regina Nera sia malvagia e ottiene così il loro aiuto per sedare la ribellione guidata dalla rivale. Quando le Guardiane si accorgono dell'errore e scappano con Mariko sulla Terra, Arkaam decide di inseguirle, ma riescono a rimandarla indietro.

### Nihila
Vissuta in epoca egizia, era una potente incantatrice, studiosa del cielo, e grazie alle sue doti aveva scoperto l'Astro Nero. Grazie al potere del corpo celeste e al suo telaio, divenne la "regina del buio", in grado di tessere il destino altrui a proprio piacimento. Aveva imprigionato tutto lo Zodiaco, ma gli abitanti della sua città l'attaccarono e distrussero il telaio, liberando i dodici segni. Nihila si nascose e attese il ritorno dell'Astro per ricatturare lo Zodiaco. I suoi poteri non possono influenzare il destino degli esseri magici come le W.I.T.C.H., pertanto si limita a cambiare quello dei loro cari. Le cinque Guardiane intervengono e impediscono che ciò che ha deciso accada, così Nihila le cattura portandole sull'Astro Nero. Le ragazze l'affrontano, combattendo ognuna contro il proprio elemento giacché i segni zodiacali sono suddivisi in segni d'Acqua, di Fuoco, di Terra e d'Aria: Will è subito sconfitta perché non ha elementi, e anche Taranee, Irma e Cornelia perdono. Hay Lin riesce a vincere la sua prova e a sconfiggere Nihila, riportando la situazione alla normalità.

### Lady Giga, Lady Crash e Lady Kimikal
Tre sorelle assetate di potere magico. Lady Giga è una creatura fatta di energia e si nutre di questo elemento, soprattutto se ha derivazione magica. Rapisce Cornelia, Taranee e Hay Lin, e poi cattura anche Will e Irma, per assorbirne l'energia e usarla per risvegliare le sue sorelle, ma viene sconfitta. Lady Crash è in grado di controllare tutte le macchine e trasformarsi in un'automobile. Si nutre di petrolio e rapisce le W.I.T.C.H., impossessandosi dei poteri di Will, Irma, Taranee e Hay Lin. Cornelia, invece, riesce a salvarsi e a sfiancarla finché esaurisce il carburante e si autodistrugge. Lady Kimikal, infine, ha la capacità di mescolare e cambiare gli elementi e assumere un altro aspetto. Attacca Will e inizia ad assorbirne l'energia, logorando il legame delle W.I.T.C.H. e confondendone aspetto e poteri. Dentro di sé ha ciò che resta delle sue sorelle, e insieme le Ladies rubano i poteri magici delle Guardiane, lasciandole inermi. La troppa energia, però, finisce per farla esplodere perché non riesce a controllarla.

## Personaggi secondari
Susan Vandom
Madre di Will, lavora come impiegata alla Simultech, una grande azienda. Vuole molto bene a sua figlia e si preoccupa per lei, temendo che possa soffrire, anche a causa di Matt. È separata dall'ex-marito Thomas, a causa del quale ha dovuto sacrificarsi per risollevare la famiglia dai suoi investimenti sbagliati. Inizia una relazione con Dean Collins, professore di storia della figlia, che viene inizialmente osteggiata da Will. Successivamente la coppia si sposa e ha un figlio, William.
Nel cartone animato, è membro dell'associazione genitori-insegnanti.
Nel reboot ha i capelli biondi e vive su un camper con Will fino al trasferimento a Heatherfield nell'ex-casa della bisnonna di Will, dopodiché viene assunta in un ristorante.
Tom e Anna Lair
Genitori di Irma. Tom lavora come poliziotto, mentre Anna è una casalinga. La donna è in realtà la matrigna di Irma, seconda moglie di Tom e madre di Christopher. Da nubile, il suo cognome era Bannister e lavorava come fioraia a Rewarm Lake. Tom è un padre affettuoso e divertente, talvolta severo, che da giovane è stato centravanti dell'Heatherfield Footbal Club; Anna, invece, è un'ottima cuoca, molto paziente, appassionata di letteratura gialla.
Nel reboot Anna è allenatrice di judo.
Christopher Lair
Fratello minore di Irma, con cui la ragazza litiga spesso perché lui ama farle i dispetti. È appassionato di supereroi e legge molti fumetti sull'argomento.
Nel reboot ha sei anni, è molto assennato e divide la camera con Irma.
Theresa e Lionel Cook
Genitori di Taranee e Peter. Theresa (il cui cognome da nubile era Robson) è iperprotettiva nei confronti della figlia e lavora come giudice, mentre Lionel è un ex-avvocato diventato psicologo della prigione della contea. In realtà, hanno adottato Taranee alla nascita, ma non glielo hanno mai rivelato creando un passato fasullo. È lei stessa a scoprirlo notando che le sue foto di quando era piccola sono uguali a quelle di una sua amica.
Nel reboot si chiamano Theresa Kim e Lionel Banga Shoniwa Cook.
Peter Lancelot Cook
Fratello maggiore, amico e confidente di Taranee. È ottimista e allegro, ama il surf, il basket, lo skateboard e gli sport estremi. Frequenta il quinto anno all'istituto d'arte di Heatherfield. Essendo molto legato agli amici, non esita a difenderli e a prestargli aiuto. Innamorato di Cornelia, inizia a uscire con lei dopo la rottura della ragazza con Caleb, e successivamente si trasferisce in un appartamento con quattro amici.
Nel reboot, il suo nome completo è Peter Rudo.
Elizabeth e Harold Hale
Genitori di Cornelia e Lilian. Elizabeth (il suo cognome da ragazza era Landon) lavora come restauratrice d'arte, mentre Harold è un importante dirigente di banca: ciò permette alla famiglia di condurre una vita agiata. Elizabeth, inoltre, fatica a sopportare sua suocera, che la critica spesso. Il padre di Harold se ne andò di casa quando il figlio era piccolo, a causa dei continui litigi con la moglie.
Nel reboot, sono separati ed Elizabeth è la produttrice della serie televisiva "Steps" dove recita la figlia maggiore Keira e successivamente Lilian.
Lilian Hale
Sorella minore di Cornelia, con cui non va molto d'accordo perché ha l'abitudine di origliarne le chiacchiere telefoniche e leggerne il diario segreto per poi spifferarne il contenuto alla madre.
Nel cartone animato, ha in sé il Cuore della Terra, ma, essendo ancora troppo giovane per custodirlo, lo affida al proprio gatto, Napoleone, al ghiro di Matt, Mister Higgles, e a Matt stesso, nominandoli suoi reggenti.
Nel reboot continua ad impicciarsi della vita di Cornelia "rubandole" il cellulare o il diario con la "scusa" di preparare il suo personaggio per la serie "Steps" a fianco di Keira.
Keira Hale
Personaggio originale del reboot, sorella maggiore di Cornelia e Lilian, influencer e star principale della serie Steps. Ha i capelli biondi ricci ed è stata campionessa di calcio quando frequentava lo Sheffield. Lei e Cornelia hanno quattro anni di differenza.
Joan e Chen Lin
Genitori di Hay Lin, originari della Cina. Gestiscono un ristorante cinese, il Silver Dragon, e sono apprensivi nei confronti della figlia. Chen è il creatore dei piatti del ristorante e il figlio di Yan Lin, ed è appassionato di ornitologia. Joan è una donna pratica, dolce e aggraziata, che va molto d'accordo con sua figlia, tranne quando si tratta del disordine che lascia nella propria camera. Figlia di Chou Khan, ricchissimo commerciante di Hong Kong, nonostante il parere contrario del padre sposò il loro cameriere, Chen, e venne diseredata. Dopo il matrimonio, hanno ricevuto ogni anno la visita del signor Li, al servizio di Chou Khan, con le carte del divorzio e la promessa che, se le avessero firmate, Joan avrebbe riavuto l'eredità.
Nel reboot gestiscono un negozio d'alimentari.
Martin Tubbs
Martin è un ragazzo nerd e impacciato, bersaglio degli scherzi di Uriah, Kurt e Laurent. Fa parte del gruppo di scautismo Orsi Giulivi. È innamorato di Irma, anche se lei lo vede solo come amico. Maltrattato dalla Goccia Astrale della ragazza, decide di non rivolgerle più la parola e di tenerla a distanza, finché non fanno pace. Dopo che Irma chiarisce che non potranno mai essere più che amici, Martin inizia una corrispondenza con una ragazza francese, Michelle, e si innamora ricambiato di lei in occasione della sua visita a Heatherfield. Successivamente, con l'aiuto delle Guardiane diventa rappresentante d'istituto, vincendo contro le sorelle Grumper.
Nella serie animata, è il fotografo del giornalino scolastico e un membro della banda della scuola.
Nigel Ashcroft
Nigel è silenzioso e riflessivo e frequenta il quarto anno allo Sheffield. Membro della banda di teppisti di Uriah, in realtà non gli piace quello che fanno e lascia il gruppo, venendo per un breve periodo tacciato di tradimento e tormentato da Uriah. Successivamente entra nella squadra di basket di Matt ed Eric. Fin dall'inizio dimostra interesse per Taranee e i due si mettono insieme; a causa del suo passato un po' burrascoso, Nigel deve convincere Theresa di essere un bravo ragazzo. Quando suo fratello maggiore Daniel torna in città, Nigel lascia Taranee per restare vicino al fratello, che ha dei conti in sospeso con Theresa per una sua sentenza contro di lui. Danny lo costringe anche a vandalizzare l'auto dei Cook e a lasciare messaggi offensivi a Taranee, ma Nigel se ne pente e chiede perdono ai Cook e alla ragazza. Poi, a causa dell'iscrizione di Taranee alla scuola di ballo, e la conseguente riduzione del tempo trascorso insieme, si lasciano.
Nella serie animata, è membro della band di Matt. Nel manga, è un ragazzo molto serio, interessato a Will, e lavora nel supermercato dei suoi genitori.
Dean Collins
Professore di storia dello Sheffield Institute, inizia una relazione con la madre di Will, Susan. Will osteggia la loro relazione, ma con il tempo impara ad accettarla; i due si sposano e in seguito hanno un figlio, William. Il rapporto tra lui e la figliastra diventa molto profondo, tanto che la giovane inizia a considerarlo una sorta di padre surrogato. Da giovane, con il nome di Cole Dennis ha fatto parte di una band, i Greensuit, di cui Matt è fan. L'unica a conoscere questo suo segreto è Will. I suoi genitori, Simon Trevor Collins e Patricia Bloom, in gioventù sono stati un modello e una soldatessa, e ora, dopo la pensione, trascorrono il loro tempo viaggiando per il mondo.
Nel cartone animato, si chiama Philip e si trasferisce allo Sheffield nel quinto episodio.
Vathek
Abitante di Meridian, servo di Phobos e fedele alleato di Cedric, si introduce tra le file dei ribelli come spia. In questo modo apre gli occhi, accorgendosi delle sofferenze del popolo di Meridian e si pente, unendosi a Caleb e alleandosi con le Guardiane ed Elyon. È originario del villaggio di Gohmor alle pendici dei monti di Walvin.
Nella serie animata, è fin all'inizio alleato dei ribelli e di Caleb, con cui ha un legame di forte amicizia. Finge di essere al servizio di Phobos, ma in realtà è una spia dei ribelli, finché non viene scoperto e arrestato, ma grazie alle Guardiane fugge. Nella seconda stagione, resta sempre al fianco delle W.I.T.C.H. per proteggerle.
Eric Lyndon
Si trasferisce a Heatherfield poco dopo l'arrivo di Nerissa e inizia a uscire con Hay Lin. Allo Sheffield, è in classe con Will e Cornelia. Vive con il nonno Zachary nell'osservatorio della città ed è un grande appassionato di astronomia, oltre ad essere bravo anche a basket e in musica, e a conoscere un po' di cinese. I suoi genitori, Louise e Charles, sono dei ricercatori spaziali. Quando ottengono una borsa di studio all'università di Open Hill, Eric decide di partire con loro, continuando a sentirsi con Hay Lin tramite email.
Frost
Frost è il primo cacciatore dell'esercito di Phobos e cavalca il rinoceronte Crimson. Non aveva mai perso una battaglia prima della sconfitta subita a causa delle Guardiane: da allora prova per loro un odio profondo. Quando la Muraglia viene abbattuta dalla Congrega di Kandrakar, si trova accidentalmente ad Heatherfield, cogliendo l'occasione per vendicarsi delle W.I.T.C.H. e venendo poi imprigionato nella Torre delle Nebbie.
Nella serie animata, Frost è un alto membro dell'esercito di Phobos. Nella seconda stagione viene liberato da Nerissa e si unisce ai Cavalieri della vendetta: nel gruppo discute molto con Raythor per il predominio. Si allea poi con Cedric, venendo nuovamente sconfitto.
Ex-Guardiane
Nerissa, Cassidy, Halinor, Kadma e Yan Lin sono le Guardiane che hanno preceduto le W.I.T.C.H.; tuttavia, a causa della corruzione di Nerissa, che uccise Cassidy, la squadra si sciolse. Mentre Yan Lin è rimasta fedele a Kandrakar, Kadma e Halinor furono bandite dopo aver accusato l'Oracolo di quanto accaduto.
Nel fumetto, i loro poteri (a parte quello di Kadma) e il loro acronimo non vengono rivelati, al contrario del cartone animato dove sono chiamate C.H.Y.K.N. e se ne conoscono i poteri.
Cassidy
Cassidy era la più giovane del gruppo. Quando Nerissa diventò malvagia, l'Oracolo le affidò la custodia del Cuore di Kandrakar, ma Nerissa, invidiosa e ossessionata dal suo potere, la uccise. Cassidy si trasformò nella stella omonima e rimase in attesa della nascita di Will. Durante l'attesa, comprese che l'Oracolo sapeva quello che le sarebbe successo affidandole il Cuore, ma che era necessario affinché Will potesse arrivare. Perdonò anche Nerissa per quello che le aveva fatto. Quando a Will viene rubato il Cuore di Kandrakar, le appare come fantasma e le consegna una copia nell'oggetto, la Stella di Cassidy.
La storia di Cassidy diverge tra fumetto e serie animata. In quest'ultima, Cassidy era la Guardiana dell'Acqua e viveva a Heatherfield con la madre Emily. Il suo spirito viene risvegliato da Nerissa, che vuole convincerla a darle la sua anima per poter tornare in vita. Cassidy in un primo momento non accetta perché sostiene che non avrebbe senso, ma vedendo la madre ancora viva si commuove e accetta. Nerissa, però, l'ha ingannata: l'avrebbe fatta ritornare vivente solo dopo averla usata per sconfiggere le Guardiane. Cassidy diventa così un burattino nelle sue mani. Più avanti sconfigge il controllo mentale e, tornata libera grazie alle W.I.T.C.H., ritrova la madre.
Halinor
Quando Nerissa uccise Cassidy, Halinor accusò l'Oracolo dell'accaduto e venne bandita da Kandrakar. Si trasferì a Fadden Hills con Kadma, fondando con lei la Fondazione Astro Nascente, un'organizzazione che ha aiutato i bambini a realizzare i loro sogni e a diventare adulti di successo. In seguito, iniziò a tenere sott'occhio Will per proteggerla, e tenne un diario scritto in runico in cui annotò i calcoli per trovare la stella Cassidy nel firmamento. In seguito, è morta.
Nella serie animata, Halinor è l'ex-Guardiana del Fuoco e non è mai stata bandita da Kandrakar, anzi, è diventata un membro della Congrega. È una donna di buon cuore, ma insicura e a volte vigliacca. Vedendo che le W.I.T.C.H. da sole non riescono a battere i Cavalieri della distruzione, tenta di diventare la Guardiana di tutti gli elementi rubando le Stille: Nerissa usa questa debolezza per prendere il controllo su di lei. Dopo essere stata liberata, si riunisce al consiglio di Kandrakar.
Kadma
L'ex-Guardiana della Terra prima di Cornelia. Quando Nerissa uccise Cassidy, Kadma accusò l'Oracolo dell'accaduto e venne bandita da Kandrakar. Si trasferì a Fadden Hills con Halinor, fondando con lei la Fondazione Astro Nascente e diventando una donna ricca e di successo. È fredda e altera, come Cornelia, e possiede un merlo indiano, Cipu, che le fa da maggiordomo. Quando il padre di Will, Thomas, ricatta Susan per avere la custodia della figlia, Kadma gli dà il denaro per farlo allontanare.
Nella serie animata, quando era una Guardiana Kadma salvò Zamballa, un pianeta di un'altra dimensione popolato da alberi parlanti, gli Zamballani, dalla minaccia che li tormentava e per tale motivo fu scelta come loro regina e detentrice del Cuore di Zamballa. Viene ingannata da Nerissa, che la porta a credere che le W.I.T.C.H. vogliano distruggere Zamballa, ma poi scopre la verità. Decide di assorbire il Cuore di Meridian in quello di Zamballa per fermare Nerissa, ma la sua arroganza e la sua incapacità di riconoscere i propri errori fanno cadere la sua anima nelle mani dell'ex-amica. Al termine della serie, abdica e si trasferisce sulla Terra.
Maqi
Unico figlio di Ari e di sua moglie Jamayeda, morta di parto, è un bambino di dieci anni taciturno che vive in un mondo tutto suo, comunicando il proprio stato d'animo tramite dei disegni. Quando Yua lo rapisce, Maqi cade dall'alto riportando ferite fatali, ma le W.I.T.C.H. gli trasferiscono il Dono di Xin Jing e lo guariscono, conferendogli anche la parola.
Karl Ibsen
Marito di Tecla, è un ex-antropologo che lavora come professore di storia al liceo di Open Hill, l'Hartnick Institute. È molto innamorato della moglie e teme per la sua incolumità.
Edward Folkner
Oculista e medico scolastico dello Sheffield Institute, in realtà è un cacciatore di Ragorlang che dà la caccia al mostro di Tecla. Possiede una scatola rivestita internamente di specchi, che ha il potere di assorbire i Ragorlang. Sconfitta Tecla, Folkner decide di non consegnare la scatola alla W.I.T.C.H., ma la apre assorbendo i Ragorlang che ha catturato negli ultimi quindici anni: le Guardiane riescono però a batterlo provocando una grande esplosione di luce.
Stephen
Amico di Irma, ha conosciuto la ragazza anni prima durante una gita e si è innamorato di lei. I due cominciano a uscire insieme, e quando Stephen si dimostra stanco delle bugie che lei gli racconta per compiere la sua missione di Guardiana, la ragazza gli rivela di avere dei poteri magici, un segreto che il giovane accetta di custodire. Trascorre gran parte del suo tempo nei sotterranei di Heatherfield insieme al suo gruppo di amici, gli U18.
Mariko Foreman
Figlia maggiore di Takeda Foreman e sua moglie Mia, assisteva il padre nelle sue ricerche, finché un giorno scoprì una dimensione parallela, il Mondo Veloce, e la sua mente venne da essa catturata, lasciando il suo corpo senza più anima sulla Terra. Per preservarlo, suo padre lo mise in una capsula, raccontando al resto della famiglia che la figlia aveva ricevuto un importante incarico governativo top secret. In realtà Mariko non è stata catturata: nel Mondo Veloce si innamorò di Liam e, quando la Regina Bianca iniziò a minacciarne la pace, decise di restare e diventare la Regina Nera a capo della ribellione. Quando le W.I.T.C.H. raggiungono il Mondo Veloce, si schierano dalla parte della Regina Bianca, permettendole di catturare la Regina Nera. Resesi poi conto dell'errore la liberano, ma la Regina Bianca le attacca e Liam muore per proteggere Mariko. La ragazza, allora, torna nel proprio corpo sulla Terra e si ricongiunge con la sua famiglia.
Shinobu Foreman
Figlia minore di Takeda Foreman e sua moglie Mia, viene ignorata dal padre e ciò la fa soffrire molto. È molto legata alla sorella Mariko. Shinobu assiste al rapimento di William da parte di Liam e, per vendicarsi del padre, mandante del rapimento, si inietta il fluido che raggela gli esseri umani permettendo loro di raggiungere il Mondo Veloce e parte per la dimensione parallela per salvare William. Trovato il bambino, incontra inaspettatamente sua sorella, diventata la Regina Nera a capo della ribellione.
Liam
Abitante del Mondo Veloce innamorato di Mariko. Grazie a un fluido creato da Takeda riesce a vivere sulla Terra e a ottenere la fiducia delle Guardiane, ma in realtà lavora per l'industriale, che gli ha promesso che, se lo aiuterà a distruggere la magia, potrà rivedere Mariko. Rapisce così William, il fratellino di Will. Quando le W.I.T.C.H. raggiungono il Mondo Veloce per salvare il piccolo, Liam, pentito, decide di aiutarle e ritrova anche Mariko nei panni della Regina Nera, ma la Regina Bianca attacca la rivale e Liam muore per proteggere Mariko.
Kandor
Saggio di Kandrakar, calmo, serio e acuto, aiuta le W.I.T.C.H. a gestire la loro scuola di magia. Il suo unico potere è la telepatia. Nel tempo libero, lavora segretamente a maglia.

## Personaggi minori
Segue una lista dei personaggi che compaiono solo in pochi albi e non hanno particolare peso nello svolgimento della trama orizzontale.
- Uriah Dunn, Kurt Van Buren e Laurent Hampton: studenti del quarto anno allo Sheffield Institute, si divertono a tormentare i più deboli, in particolare Martin. Vengono spesso messi in punizione e costretti a svolgere lavori socialmente utili. Anche i loro padri, Ulric Dunn, Kevin Van Buren e Larry Hampton, erano dei teppisti quando frequentavano la scuola insieme alla signora Knickerbocher.[123]
- Katherine Knickerbocher: preside dello Sheffield Institute, anche suo padre è stato direttore dell'istituto.[123]
- Professoressa Rudolph/Galgheita: professoressa di matematica dello Sheffield Institute, è in realtà una creatura del Metamondo, Galgheita, nutrice di Elyon, che la salvò da Phobos quando era ancora in fasce. Poco dopo l'arrivo di Nerissa, viene posseduta da Shagon. In seguito, va in pensione e torna su Meridian.[91][35]
- Courtney e Bess Grumper: curatrici della rubrica di pettegolezzi del giornalino scolastico (rubrica di moda nella serie animata[114]), amano far litigare le persone. Nel corso della storia diventano direttrici del nuovo giornale scolastico, il Vanity Sheffield. Le sorelle Grumper sono molto zelanti e non saltano mai la scuola, nemmeno quando sono malate; adulano i professori, in particolare la preside , che ritengono un modello da seguire per tutti. La loro unica amica è Bertha Mills, spesso complice delle loro bravate, ma che, in loro assenza, se ne dissocia.
- Eleanor Portrait/Miriadel e Thomas Portrait/Alborn: ufficiali dell'esercito di Phobos e finti genitori di Elyon, la salvarono da Phobos che voleva assorbirne i poteri, portandola a Heatherfield. Nel reboot sono due esseri umani privi di poteri che hanno adottato Elyon quando la bambina aveva quattro anni, e alla fine del primo volume la accompagnano nel Metamondo alla ricerca della sua madre biologica.
- Luba: membro della congrega di Kandrakar e custode delle Stille degli Elementi, non si fida delle W.I.T.C.H., ritenendole inadatte. Per dimostrare all'Oracolo di avere ragione, manomette le Stille in modo che, appena le W.I.T.C.H. usano i poteri, si fondano in un'unica Stilla e venga creato un Cangiante.[34] Luba poi ridivide la Stilla nelle cinque originarie.[78] L'unione degli elementi causa però la rinascita di Nerissa e Luba muore durante lo scontro con lei per proteggere le Guardiane e Caleb.[53]
- Tibor: membro della congrega di Kandrakar e consigliere personale dell'Oracolo. Si oppone fermamente alla deposizione di quest'ultimo e all'insediamento di Endarno, sostenendo invece Yan Lin. Ha almeno 20.000 anni.[91]
- Maria Medina e Joel McTiennan: agenti dell'Interpol, incaricati di cercare persone scomparse, in particolare la famiglia Portrait. Maria è una psicologa criminale.[124] Scoprono il segreto delle W.I.T.C.H. durante le indagini di Sylla, ma l'Oracolo cancella loro la memoria.[54]
- Napoleone: gatto nero della famiglia Hale, regalato da Will a Cornelia per consolarla dopo la trasformazione di Caleb in un fiore. Nel reboot ha il pelo bianco.
- Thomas Vandom: padre di Will. È un uomo avido e inaffidabile, che iniziò a sparire improvvisamente quando Will era piccola. Prosciugava i conti della famiglia continuamente, avendo fatto degli investimenti sbagliati, e iniziò a tempestare Susan di telefonate anonime quando lei lo lasciò. Ritorna dopo la sconfitta di Nerissa, minacciando Susan di portarle via Will se non lo pagherà.[7][10] Riceve il denaro da Kadma a patto che sparisca per sempre.[10] Nella serie animata, il suo nome è Tony ed è un buon padre, che vizia la figlia perché la vede solo raramente.
- Mandy Anderson: migliore amica di Matt, ama il nuoto e diventa amica di Will, nonostante all'inizio questa sia gelosa di lei e Matt. I suoi genitori sono divorziati.[7]
- Joel Wright: amico di Peter e Matt, bassista dei Cobalt Blue insieme a quest'ultimo.[25] Ha un fratello minore che frequenta le scuole elementari insieme a Chris, Billy.[25] È innamorato di Irma.[70]
- Vaal: membro della congrega di Kandrakar originario di Meridian,[47] viene scelto da Phobos/Endarno come proprio consigliere.[31]
- Kevin Jensen: coreografo della rockstar Karmilla, apre una scuola di danza a Heatherfield, la Jensen Dance Academy.[25]
- Sheila Jensen: figlia di Kevin Jensen, si trasferisce alla Sheffield Institute dopo la sconfitta di Phobos/Endarno, finendo in classe con Will e Cornelia. È scontrosa perché fa fatica ad abituarsi al cambio di città e di ambiente, avendo sempre frequentato lezioni private.[25] Con il trascorrere del tempo, inizia a sentirsi bene a Heatherfield (città natia della madre morta da tempo) e diventa amica di Taranee; questo causa però contrasti tra Taranee, Irma e Cornelia, poiché queste ultime non riescono a sopportare Sheila, ritenendola una snob a causa del comportamento tenuto dalla ragazza appena dopo il trasferimento.[26] Con il trascorrere del tempo, anche Irma e Cornelia scoprono la sua vera personalità e diventano sue amiche.[113]
- Luke Pradd: studente della Jensen Dance Academy,[14] si innamora di Taranee ed escono brevemente insieme prima di perdersi di vista.[28]
- We: creatura proveniente da Basiliade, ha il potere dell'invisibilità, che però non si estende alla sua coda.[14] Questa, a strisce fuscia e verdi, si gonfia quando prova delle forti emozioni. È innamorato di Cornelia. Di lui si innamora una sua simile, Ew.[103]
- Erin Peyton: ragazza appartenente al popolo degli Erranti, ha il potere di controllare la mente altrui. Giunge allo Sheffield Institute come partecipante di un interscambio scolastico e viene ospitata da Irma; in realtà è al soldo di Tecla, che vuole sfruttare il suo potere per separare le W.I.T.C.H.. Erin crede che le Guardiane siano le proprietarie dei Ragorlang che hanno disperso il suo popolo, facendola separare dal fratello maggiore Kader. Resasi poi conto che Tecla le ha mentito, si allea con le W.I.T.C.H. contro la donna, riunendosi con Kader e tornando poco dopo dagli altri Erranti.[125][126]
- Neil: compagno di Will al corso di nuoto, è innamorato di lei.[96]
- Laura Steedson: insegnante di danza della Jensen Dance Academy, diventa amica di Hay Lin,[111] ma muore presto di malattia.[127]
- Leah: Giovane donna con il potere di riuscire a modificare il suo aspetto con la magia in base a quello che le persone di fronte a lei hanno bisogno in quel momento, cosa che la facilita nel suo lavoro di modella. A causa delle sue continue trasformazioni ha finito per dimenticare quale sia il suo vero volto; grazie all'intervento delle W.I.T.C.H. e di Yan Lin ritrova il suo aspetto originario: capelli biondo fragola legati in una coda, lentiggini ed occhiali.
- Sun e Luna Moore: coppia di gemelle, aiutano il padre nella clinica veterinaria dove l'uomo lavora. Luna è più amichevole, mentre Sun è scorbutica e preferisce la compagnia degli animali, grazie anche al potere magico che le permette di sentire i loro pensieri scoprendo le cattiverie che gli esseri umani compiono come l'abbandono. Hanno perso la madre al momento della nascita.
- William Collins: fratellastro di Will, figlio di Susan e Dean.[107] Ha poteri magici, come la comparsa sulla schiena delle stesse ali della sorella per volare, rendere gli oggetti più grandi o far comparire animali mentre gioca con gli altri bimbi dell'asilo.[98]
- Runici: gruppo di esseri magici che vogliono rovesciare Kandrakar, e che si nascondono nelle zone più buie del cosmo. Le W.I.T.C.H. ne incontrano e affrontano cinque, aventi i loro stessi poteri: Nashter (Energia), Darmon (Fuoco), Shaun (Aria), Cromo (Terra) e Ran-rah (Acqua).[128] Successivamente, Nashter si trasferisce sulla Terra per sfuggire alla vendetta del Consiglio della sua razza per aver perso contro le Guardiane di Kandrakar, e si innamora di Will.[129]
- Wesley Hamp: figlio di Mei Yang, cinese di Pechino, e Arnold Hamp, originario di Heatherfield, ha una sorella, Maggie, e fa parte dell'orchestrina che suona al Silver Dragon in occasione del capodanno cinese: il suo strumento è il flauto traverso. Si innamora ricambiato di Hay Lin, e scrive per lei un brano intitolato "Musica nell'aria".[45] I due poi cominciano a uscire insieme.[46]